# Trahson Burrell
Trahson Burrell (Albany, 16 novembre 1992) è un cestista statunitense.